# 摩爾多瓦交通
1995年，摩爾多瓦主要的交通系統是鐵路（全長1,138 km或707 mi）和公路（全長12,730 km或7,910 mi）。摩爾多瓦的鐵路和烏克蘭、羅馬尼亞相連，並且有開往鄰國的國際列車。公路網連接摩爾多瓦的各主要城市，是摩爾多瓦國內交通的主要方式。但公路年久失修，加上汽油短缺使得汽車交通並不容易。摩爾多瓦的主要機場在基希訥烏。摩爾多瓦的部分內河航段可以通航，但水運在全國的交通系統中地位不高。和蘇聯時期相比，摩爾多瓦的交通量在獨立初期曾大幅下降，主要原因是運輸成本高、缺乏燃料、交通基礎設施不佳。